# Le Claon
Le Claon è un comune francese di 53 abitanti situato nel dipartimento della Mosa nella regione del Grand Est.

## Storia

### Simboli
Il comune non ha adottato uno stemma. È presente una versione sul web ma non è stata approvata dal consiglio municipale.

## Società

### Evoluzione demografica
Abitanti censiti